# Francine De Paola
Francine De Paola-Martínez (27 de julio de 1980) es una deportista italiana que compitió en lucha libre. Ganó una medalla de bronce en el Campeonato Mundial de Lucha de 2006 y tres medallas en el Campeonato Europeo de Lucha entre los años 2006 y 2009.

## Palmarés internacional
| Campeonato Mundial | Campeonato Mundial | Campeonato Mundial | Campeonato Mundial |
| Año                | Lugar              | Medalla            | Categoría          |
| ------------------ | ------------------ | ------------------ | ------------------ |
| 2006               | Cantón (China)     | Medalla de bronce  | 48 kg              |
| Campeonato Europeo |                    |                    |                    |
| Año                | Lugar              | Medalla            | Categoría          |
| 2006               | Moscú (Rusia)      | Medalla de bronce  | 48 kg              |
| 2007               | Sofía (Bulgaria)   | Medalla de plata   | 48 kg              |
| 2009               | Vilna (Lituania)   | Medalla de bronce  | 51 kg              |